# Distrito de La Capilla
El distrito peruano de La Capilla es uno de los 11 distritos de la provincia de General Sánchez Cerro, ubicada en el departamento de Moquegua, bajo la administración del Gobierno regional de Moquegua, en el sur del Perú.
Desde el punto de vista jerárquico de la Iglesia católica forma parte de la diócesis de Tacna y Moquegua la cual, a su vez, pertenece a la arquidiócesis de Arequipa.

## Historia
El distrito fue creado mediante Ley n.º 9617 del 30 de septiembre de 1942.

## Demografía
La población estimada en el año 2000 fue de 1 176 habitantes.

## Autoridades

### Municipales
- 2015-2018
  - Alcalde: Luisa Secundina Tejada García, del Frente de Integración Regional Moquegua Emprendedora FIRME.
  - Regidores:

  1. Lucas Julver Acosta Álvarez (Frente de Integración Regional Moquegua Emprendedora FIRME)
  2. Héctor Santos Begazo Begazo (Frente de Integración Regional Moquegua Emprendedora FIRME)
  3. Nilthon Lucas Ale Polar (Frente de Integración Regional Moquegua Emprendedora FIRME)
  4. Shirley Filomena Rodríguez Lajo (Frente de Integración Regional Moquegua Emprendedora FIRME)
  5. Ricardo Adrián Villegas Zambrano (Kausachun)

## Festividades
- Las cruces de Mayo
- Señor de la Caridad.
- Aniversario del distrito 31 de setiembre.